# Themus kurosawai
Themus kurosawai là một loài bọ cánh cứng trong họ Cantharidae. Loài này được Sato in Sato & Ishida miêu tả khoa học năm 1982.